# 拉热当
拉热当（葡萄牙語：Lajedão）是巴西巴伊亚州的一个市镇。总面积613.907平方公里，总人口2575人，人口密度4.2人/平方公里。